# Terminator 3: Pobuna strojeva
Terminator 3: Pobuna strojeva (eng. Terminator 3: Rise of the Machines ili skraćeno T3) je treći nastavak trilogije Terminator započete 1984., a snimljen je 2003. godine
U ovom nastavku Terminator T-800 ponovno je poslan kao zaštitnik Johna Connora kako bi zaštitio njega i njegovu buduću suprugu Kate Brewster od ženskog terminatora T-X, još naprednijeg prototipa poslanog iz budućnosti sa zadatkom da ubije Connora i njegove buduće poručnike.

## Glumci
| Glumac/glumica        | Lik                     |
| --------------------- | ----------------------- |
| Arnold Schwarzenegger | Terminator              |
| Nick Stahl            | John Connor             |
| Claire Danes          | Kate Brewster           |
| Kristanna Loken       | T-X                     |
| David Andrews         | general Robert Brewster |
| Mark Famiglietti      | Scott Mason             |
| Earl Boen             | Dr. Peter Silberman     |
| Moira Harris          | Betsy                   |
| Chopper Bernet        | glavni inženjer         |
| Christopher Lawford   | Brewsterova Aide        |
| Carolyn Hennesy       | bogatašica              |